# M270多管火箭系統
M270多管火箭系統（英語：M270 Multiple Launch Rocket System，常縮寫為M270 MLRS）是一個設有裝甲的自走多管火箭武器系統。自1983年美軍首度使用M270火箭砲之後，北約多個成員國相繼開始採用M270，而逐漸成為北約的制式武器。之後美國與歐洲諸國總共生產了約1,300輛的M270與約700,000支火箭。2003年時，在最後一批M270交付埃及陸軍之後，M270正式停產。

## 簡介

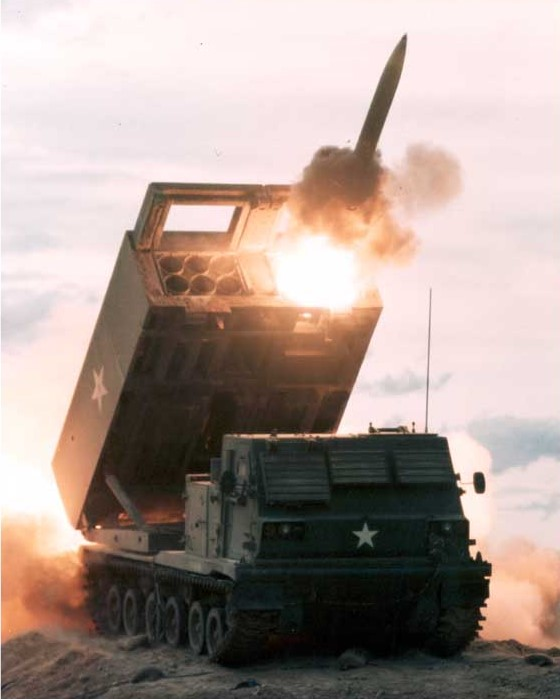
M270火箭炮發射火箭

### M270火箭炮
不同於大量配備多管火箭砲車的蘇聯陸軍，西方國家對於多管火箭的投資與引進態度上較為消極，西方國家更中意以準確經濟的榴彈砲與砲彈摧毀目標，僅保留了少量的二戰時代的火箭炮。在1971年，美國陸軍內部進行多管火箭炮在軍隊中佈署的可行性研究，而多管火箭炮在軍隊作戰定位的確立在1973年贖罪日戰爭大致定型，由於野戰防空飛彈的普及，以色列投入MAR-240／MAR-290等射程20公里以上的多管火箭砲作為反制火力，美軍觀察到此運用，並同意該戰術非常有效，並且相信在歐洲戰場中對抗蘇聯部隊也有類似需求。這讓美國陸軍在1974年3月啟動一項稱為通用火箭支援裝置（General Support Rocket System，GSRS）的概念洽詢，GSRS的主要任務包括了反炮兵作戰、反防空飛彈作戰，使榴彈砲兵更能專注在為第一線野戰部隊提供火力支援。在GSRS發想階段，美軍詢問了北約盟友的想法，並知道它們各自有多管火箭的開發構想與研發成果。
1976年，美國陸軍正式發出構想需求書，包括波音、LTV等五間公司投入競標，最後決選的廠商是波音、LTV，兩間公司都使用M2布雷德利步兵戰鬥車底盤，1978年原型車出廠。原型車在亞伯丁測試場地的測評直到1980年5月結束，LTV的方案獲得勝出，到該階段時歐洲國家對於此項目也表達出高度興趣，在標準化協議的要求下，GSRS更名為MLRS，且加入了英國、法國、德國廠商。
M270多管火箭系統的發射箱可以攜帶12枚火箭或兩枚MGM-140 陸軍戰術飛彈系統（ATACMS）飛彈，前者攜帶有導引或無導引的彈頭射程可達42 km（26 mi），ATACM的射程則達到300 km（190 mi）遠，而飛彈的飛行高度可達到50公里。M270多管火箭很適合使用打帶跑戰術：在發射火箭之後，迅速轉移陣地，以避免受到砲火反擊。
M270火箭炮是由五國聯合研發，分別是英國、美國、意大利、德國和法國，它是基於舊有的綜合支援火箭系統而設計的。M270火箭炮常常被稱為「M270自走式裝載/發射火箭炮」（Self-Propelled Loader/Launcher, SPLL）。 SPLL是由3個系統組成： M269式裝填發射器、電動火控系統和M993式運輸車。
M270火箭炮原有的標準火箭和ATACMS飛彈可以交替使用其飛彈容器，而每個容器容納6枚標準火箭或1枚ATACMS飛彈，M270火箭炮亦能夠同時控制兩個飛彈容器。M270火箭炮能夠於1分鐘內全數射出總共12支火箭或2支ATACMS飛彈，而這12支火箭能夠完全轟擊1平方公里的範圍，效果雷同集束炸彈。因為這個原因，它有時被戲稱為提供「平方公里清除服務」美軍現正研發一個新的單一火箭（裝上一個單一彈頭而非使用彈藥）和ATACMS飛彈的新種。
2006年，M270火箭炮升級至能夠發射飛彈。由於伊拉克戰爭爆發，使其需求大增，第一階段的單一飛彈測試提早於該年3月完成。洛克希德·馬丁亦收到一個合同，內容是要求他將現有的M30雙用改進彈藥火箭轉換為XM31單一改進火箭。

## 服役歷史
M270火箭炮在美軍服役初期是編制在野戰師下屬野戰砲兵團的混合砲兵營，該營編制2個榴彈砲連與1個配備M270多管火箭砲的自走火箭砲連。第一個佈署的作戰單位是美國陸軍第1步兵師第6野戰砲兵團第3營C連，第一支全部配備M270的多管火箭砲營是美國陸軍第27野戰砲兵團第6營。該營在1984年重建，並在1990年3月完成完整的作戰測評。
M270火箭炮服役歷史：
- 美軍第27野戰砲兵團中的M270火箭炮於1984年冬於奧克拉荷馬州的錫爾堡首次開始訓練使用。
- 「突發衝擊（Sudden Impact）」是軍隊對其於6月首次展現實力的評價。
- 於1984年4月，美軍第4和第27野戰砲兵團被調到西德服役。
- 1990年8月，美軍第92野戰砲兵團所屬多管火箭砲營自得克薩斯州的胡德堡調到沙烏地阿拉伯參與海灣戰爭。
- 1990年9月2日，第27野戰砲兵團第6營下令開拔至沙烏地阿拉伯，支援沙漠之盾行動。
- 1990年9月，第21野戰砲兵團A連轉移到沙烏地阿拉伯，支援沙漠之盾行動。
- 於1990年12月，美軍第40、第1、和第4野戰砲兵團自德國基地調到伊朗支援沙漠之盾行動。
- 於1991年1月，美軍第158野戰砲兵團自錫爾堡被分配到沙烏地阿拉伯參與海灣戰爭。
- 於1991年1月18日午夜零時40分，第27野戰砲兵團第6營所屬A連向伊拉克發射8發ATACM。
- 於1991年2月初，美軍第1和和第27野戰砲兵團實行了史上最大規模的多管火箭炮飛彈發射任務。[6]

在沙漠風暴作戰之前，美軍共集結了89輛M270，至1991年2月24日戰役結束前共發射了6,000發多管火箭彈與32枚ATACM，為作戰作出很大的貢獻。在1990年代後的大規模地面戰爭中，M270多管火箭車仍多度參戰。導入GPS定位系統的M31 GMLRS在2005年9月首度在伊拉克泰勒阿費爾運用，擊殺位在該地的恐怖分子訓練營。
於2011年4月，首個現代化的多管火箭炮II及M31 GMLRS火箭被運到於伊達爾-奧伯施泰因的德國軍校。德軍成功發射M31火箭達到90公里遠的距離。

## M270火箭和飛彈

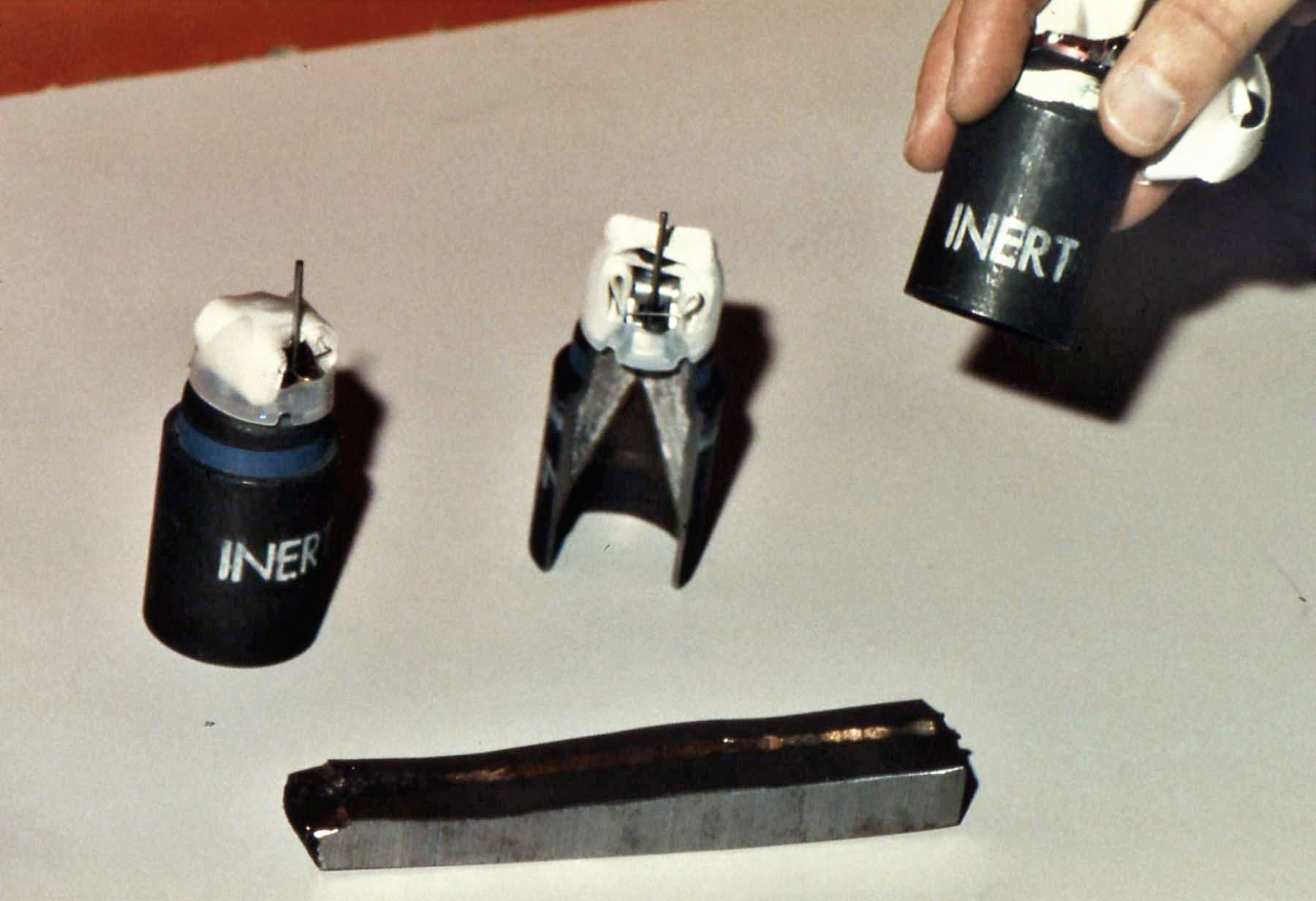
「鋼雨」，MLRS M26火箭使用的彈藥。

M270系列火箭炮能夠發射MLRS弹药家族（MFOM），包括：

### MLRS
- M26（美國）：搭载644枚 M77 雙用途改進常規彈藥（Dual-Purpose Improved Conventional Munition, DPICM），射程為15-32公里。美军已除役该型号的火箭[8]。
  - M26A1 ER（美國）：射程擴展火箭（ERR），使用M85改進子彈藥，射程為15-45公里。相较于M77子弹药，M85改进了其引信，使用M235机械/电子自毁引信来减少未爆弹带来的友军伤害和附带损伤。
  - M26A2 ER（美國）：在M26A1投产前搭载518枚M77子彈藥的过渡型号，射程為15-45公里。美军已除役该型号的火箭[8]。
- M27（美國）：訓練彈，允許滿載循環訓練。
- M28（美國）：訓練用火箭。即M26，但為了配合訓練，多加了一些記錄儀。被M28A1替代后停产。
  - M28A1 RRPR（美國）：射程縮短了的訓練用火箭。其射程被縮減至9公里。被M28A2替代后停产。
  - M28A2 LCRRPR（美國）：低成本减射程训练用火箭。其射程被縮減至9公里。
- XM29（美國）：配有找尋及破壞裝置（SADARM）的火箭，沒有固定射程。
- XM135（美國）：裝上化學彈頭的火箭，沒有固定射程。
- AT2（德國、美國、法國）：一种集束布雷(SCATMIN)火箭，附帶28個反坦克地雷，射程為38公里。

### GMLRS
GPS導引火箭彈。
- M30 携带404枚DPICM子弹药，射程15–92km(9.3–57.2英里)。M30A1入役后停产。余下的M30将升级为后续的单弹头型号。
  - M30A1 射程15–92km(9.3–57.2英里)，携带Alternative Warhead (AW)单一弹头。以182,000个钨预制破片来达到面杀伤效果并防止出现DPICM难以解决的未爆弹问题[9]。2015年投产。
  - M30A2 射程15–92km(9.3–57.2英里)，弹头改用顿感炸药，为2019年后M30系列唯一在产型号[9]。
- M31 带制导的單一弹头火箭，是M30的變種。附帶一個單一高爆炸性彈頭供市區或山區戰鬥時使用。[10]
  - M31A1 射程15–92km(9.3–57.2英里)，较之M31增加了新的多模式引信，可以使用空爆模式达到更佳的面杀伤效果。
  - M31A2 射程15–92km(9.3–57.2英里)，弹头改用顿感炸药，为2019年后M31系列唯一在产型号[9]。
- M32 SMArt 德国制，携带4个SMArt末敏弹。
- ER GMLRS 射程增加至150km(93英里)

### GLSDB
将除役集束弹头所多余的M26火箭之发动机同GBU-39小直徑炸彈组合，射程超过150km(93英里)，采用GPS/INS和激光组合制导系统，精度在1m以内并可攻击移动目标。因其滑翔炸弹的属性，可以以不规则的弹道飞行绕开山峰等地形，甚至可以击中发射器背后70km远的目标。波音公司在2022年11月提出为乌克兰武装部队生产GLSDB。

### 陆军战术导弹系统 (ATACMS)
- M39 (MGM-140A, ATACMS Block I) 慣性導航，包含 950 個 M74 殺傷人員/反物資（APAM）集束炸彈，射程为25-165公里。
- M39A1  (MGM-140B, ATACMS Block IA) GPS制导，携带300枚 M74 子弹药，射程為20-300公里。目前剩余的M39A1在被升级为M57E1[14]。
  - M48 (ATACMS Quick Reaction Unitary（QRU）, ATACMS Block IA单弹头版本）GPS制导，携带WAU-23/B 500磅（213 kg）高爆破片弹头（来自鱼叉导弹所用的WDU-18/B）也可携带来自SLAM-ER导弹的247 kg高爆穿甲弹头。
- M39A3（MGM-164，原名MGM-140C, ATACMS Block II）携带13枚Northrop Grumman (Brilliant Anti-Tank, BAT) （GBU-44/B Viper Strike）制导反坦克子弹药。射程140 km (87 英里)，未正式装备[15]。
- M57（MGM-168，ATACMS Block IVA）GPS制导，由ATACMS Block IA升级而来，携带WAU-23/B 500磅（213 kg）高爆破片弹头（来自鱼叉导弹所用的WDU-18/B）開發合約於2000年12月開始，飛行測試於2001年4月開始。 第一份生產合約於2002年3月頒發。受到飛彈技術管制體制（MTCR）的法律限制，射程为300公里。
- M57E1 （ATACMS MOD）GPS制导，携带空爆近炸引信，部分重获面杀伤能力的单弹头改进版本[16]。

### 精确打击导弹 (PrSM)
GPS制导，射程60–499 公里 (37–310 英里)。一个发射模组能携带2枚弹药，使得携弹量较ATACMS增倍。可由M270A2 或 M142发射。2022年处于初始低速生产阶段，预计2023年服役。

### 逆向工程产品
- PARS SAGE-227 F（土耳其）：設有導航系統的實驗性多管火箭炮，由土耳其科學及技術研究議會研發，研發此彈炮的目的是取替舊有的M26火箭。

## 用戶

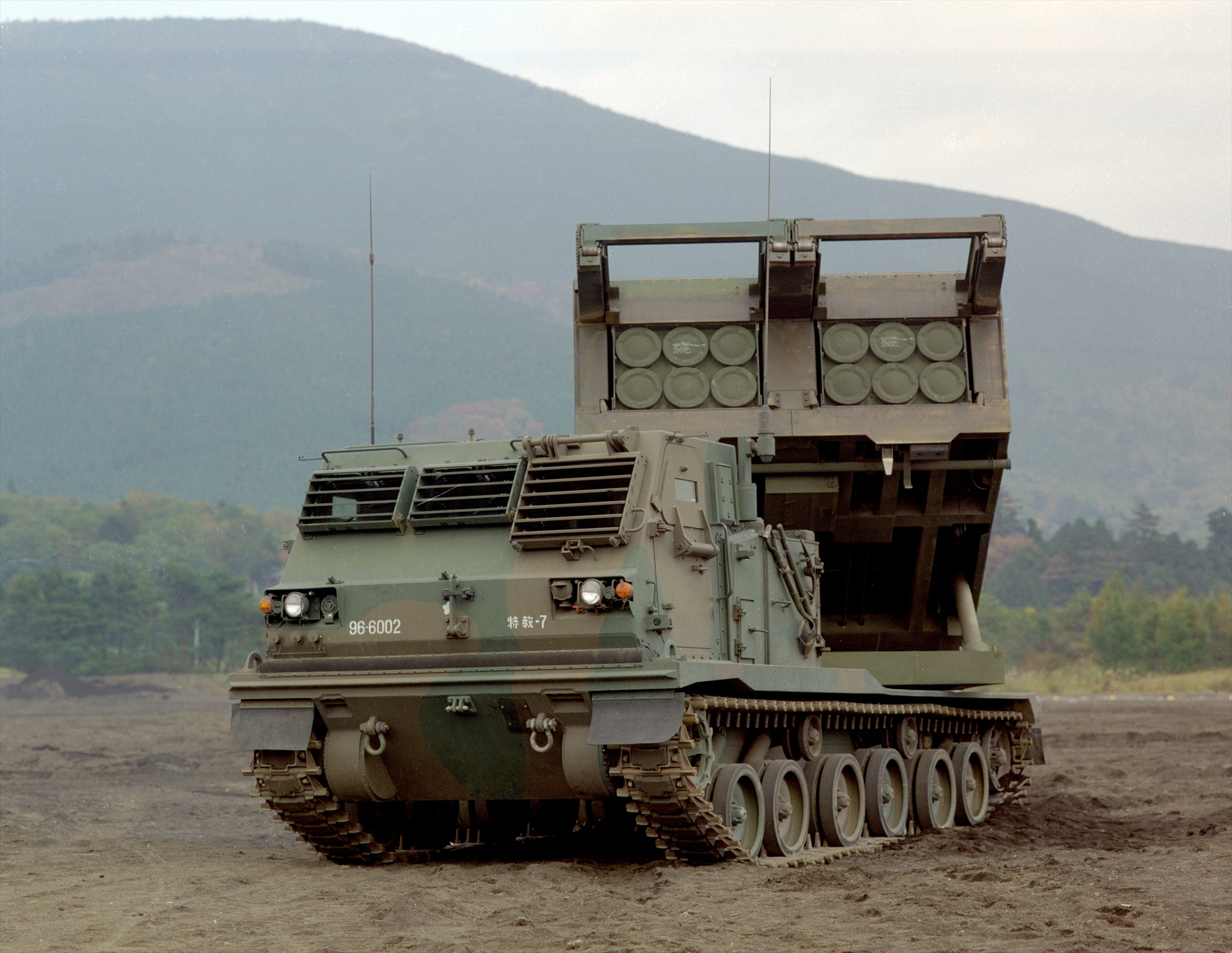
陸上自衛隊的M270

| 服役軍隊             | 數量 |
| -------------------- | --- |
| 埃及：埃及軍隊       | 48 |
| 芬兰：芬蘭軍隊       | 29 |
| 法國：法國軍隊       | 44［擬提供烏克蘭3輛LRU多管火箭發射車。LRU即美製M270多管火箭系統（MLRS）現代化版本］                            |
| 德国：德軍           | 50（現役）+202（後備）［德國國防部2022年7月26日宣布，德國表定援烏的4套「MARS II 多管火箭系統」（德國版M270）］ |
| 希腊：希臘軍隊       | 36 |
| 以色列：以色列國防軍 | 48 |
| 義大利：意大利軍隊   | 22 |
| 日本：陸上自衛隊     | 99 |
| 荷蘭：荷蘭軍隊       | 22（不再服役，轉售予芬蘭軍隊）                                                                                 |
| 挪威：挪威軍隊       | 12（已除役）                                                                                                   |
| ：大韓民國國軍       | 58 |
| 土耳其：土耳其軍隊   | 12 |
| 英国：皇家炮兵       | 67 |
| 美国：美軍           | 840（現役）+151（後備）                                                                                        |
| 乌克兰：烏克蘭陸軍   | 20套以上（猜測）                                                                                               |

## 流行文化
當地球停止轉動

## 外號
美軍內部有時會戲稱M270火箭炮為「指揮官的私人獵槍」。也有士兵稱之為「吉普賽貨車」，因為火箭炮缺少儲物空間，導致士兵常常將雜物放在其頂部。而英軍則取了一個外號為「平方公里清除系統」，因為它發射的火箭能夠完全轟擊1平方公里的範圍。而新種M30的射程能達70公里遠，所以士兵戲稱之為「射程70公里的狙擊槍」 於海灣戰爭期間，伊拉克士兵稱細小的M77彈藥為「鋼雨」。